# UN-Resolution
Eine Resolution der Vereinten Nationen (kurz UN-Resolution) ist ein abschließender Beschluss der UN, welches das Ergebnis einer Aussprache bestimmter Hauptorgane schriftlich festlegt. Sie enthält Bewertungen und Forderungen, die sich auf Interpretationen beziehungsweise den Wortlaut der UN-Charta beziehen.

## Verschiedene Arten von Resolutionen
Je nach Entscheidungsgremium unterscheiden sich das Procedere sowie der juristische Wert einer Resolution:
- Resolutionen des UN-Sicherheitsrates sind völkerrechtlich bindend;
- Resolutionen der UN-Generalversammlung und anderer UN-Organe sind politische Empfehlungen und als solche völkerrechtlich nicht bindend.

### Resolutionen des UN-Sicherheitsrates
Resolutionen des UN-Sicherheitsrates sind völkerrechtlich bindend. In ihnen wird meist an die in der UN-Charta festgelegten Ziele zur Erreichung und Erhaltung des Weltfriedens appelliert. Sie werden gegen Staaten oder Konfliktparteien ausgesprochen, deren Handlungen eine Gefährdung der internationalen Sicherheit oder eine Verletzung des Völkerrechts beziehungsweise der Menschenrechte darstellen. Die Resolutionen enthalten meist eindeutige Forderungen, deren Durchsetzung bei Verweigerung wahlweise mit repressiven Maßnahmen (UN-Embargo, UN-Sanktion o. Ä.) oder mit Waffengewalt erfolgen kann. Dabei werden die UN-Mitgliedstaaten zur Mitwirkung aufgerufen.
Die fünf ständigen Mitglieder, China, Frankreich, Russland, das Vereinigte Königreich und die Vereinigten Staaten müssen einem Entwurf zustimmen oder sich enthalten, damit dieser zu einer Resolution wird. Insgesamt müssen neun der 15 Mitglieder des Sicherheitsrates zustimmen. Die Resolution selbst kann durch das Veto eines der ständigen Mitglieder blockiert werden, hierbei gilt jede Nein-Stimme eines dieser Staaten automatisch als Veto. Enthält sich ein ständiges Mitglied der Stimme, so wird dies in der Praxis nicht als Veto gewertet. Das ausdrückliche Veto eines ständigen Mitglieds kam in den vergangenen Jahrzehnten häufig zum Einsatz. Während des Kalten Krieges legte die Sowjetunion ihr Veto oft zu Gunsten von Entwicklungsstaaten ein. Die Vereinigten Staaten hingegen schützten Israel immer wieder mit ihrem Veto. Oft entscheidet eine kleine Änderung im Wortlaut über den gültigen Beschluss einer Resolution.

### Resolutionen der Generalversammlung und weiterer UN-Organe
Resolutionen der UN-Generalversammlung, des UN-Wirtschafts- und Sozialrates mit seinen diversen Kommissionen, sowie auch weiterer Organe wie dem des UN-Menschenrechtsrates sind völkerrechtlich nicht bindend. Sie stellen lediglich eine Richtlinie, beziehungsweise eine Empfehlung dar. Beispiele sind die Resolution 3379 mit dem Titel „Beseitigung aller Formen der Rassendiskriminierung“ und der UN-Teilungsplan für Palästina mit dem Titel „Resolution 181 (II). Future government of Palestine“.
Beschlüsse der UN-Generalversammlung sind jedoch gegen innen verbindlich, zum Beispiel wenn sie finanzielle Angelegenheiten der UN betreffen.
Die UN-Generalversammlung entscheidet mit einfacher Mehrheit. Wenn eine einfache Mehrheit dafür ist, wird das Thema als „wichtig“ betrachtet, worauf der Beschluss nur mit einer ⅔-Mehrheit gefasst werden kann. Länder, die mit den Zahlungen an die UN in Verzug sind, können vom Stimmrecht in der Generalversammlung ausgeschlossen werden.